# レオナード・ウイルス
レオナード・ウイルス（Leonard Johnston Wills、1884年2月27日 - 1979年12月12日）は、イギリスの古生物学者である。
バーミンガムの Erdingtonに生まれた。祖祖父のウィリアム・ウィルスは英国科学振興協会に参加して気象学の論文を発表し、父親も植物学や動物学、地質学に興味を持っていた。ケンブリッジ大学のキングズカレッジで学び、1909年から英国地質調査所で働いた。1913年からバーミンガム大学の地質学、地形学の講師となり、1932年にウィリアム・ブールトンの後をついで地質学の教授となり、学部長を経て引退するまでその職を務めた。引退後も96歳で没するまで、名誉教授として大学と関わった。
Bromsgrove付近の植物や動物の化石の研究から始まり、イギリスの包括的な地質年代研究を行った。古代の湖、ラップワース湖の存在の証拠を発見した。
1929年から1956年に著されたPhysiographical Evolution of Britain（1929年）、Palaeogeography of the Midlands（1948年）、A Palaeogeographical Atlas of the British Isles（1951年）、Concealed Coalfields（1956年）などの著書で知られる。

## 受賞歴
- 1936年：ライエル・メダル（ロンドン地質学会）
- 1954年：ウォラストン・メダル（ロンドン地質学会）